# Viện Năng lượng Nguyên tử Trung Quốc
Viện Năng lượng Nguyên tử Trung Quốc hoặc CIAE (tiếng Trung: 中国原子能科学研究院), tiền thân là Viện Năng lượng Nguyên tử thuộc Viện Hàn lâm Khoa học Trung Quốc, là viện nghiên cứu chính của Tập đoàn Hạt nhân Quốc gia Trung Quốc (CNNC).
Cơ quan này được thành lập vào năm 1950, chuyên tiến hành nghiên cứu trong các lĩnh vực vật lý hạt nhân, kỹ thuật hạt nhân, hóa học phóng xạ và phát triển công nghệ hạt nhân.